# Гарай (департамент)
Гарай е департамент в Аржентина, разположен в провинция Санта Фе с обща площ 3964 km2 и население 21 591 души (2007). Главен град е Хелвеция.

## Административно деление
Департаментът е съставен от 5 общини.